# Maximilian Emanuel von Lerchenfeld

Maximilian Emanuel von Lerchenfeld um 1835

Maximilian Emanuel von Lerchenfeld (* 16. November 1778 in Ingolstadt; † 14. Oktober 1843 in Schloss Heinersreuth in Presseck) war ein deutscher Politiker.

## Leben
Maximilian Emanuel von Lerchenfeld entstammte einer alten bayerischen Adelsfamilie und wurde als Sohn des Ingolstädter Pflegers und Hofkastners Max Joseph Freiherr von Lerchenfeld (* 21. Januar 1740 in Kraiburg; † 29. Juni 1805 in Ingolstadt) und dessen Ehefrau Maria Anna (* 20. November 1749 in Schloss Bernau; † 26. Oktober 1824 in Bamberg), eine Tochter von Leopold Renald von Eyselsberg, geboren.
Er wurde anfangs im elterlichen Haus unterrichtet und besuchte später das Ingolstädter Gymnasium und die Universität Ingolstadt. Nach dem Studium besuchte er 1799 die von Maximilian von Montgelas eingerichtete Diplomatische Pflanzschule in München, allerdings verließ er diese bereits wieder im Herbst desselben Jahres, weil seine Aussichten auf eine schnelle Beförderung gering waren. Er folgte einem Angebot des Freiherrn Friedrich Wilhelm von Hertling (1758–1816) und begleitete diesen, der für Bayern als Generalkommissar der obersten Behörde der Provinz Schwaben in Ulm tätig war.
Maximilian Emanuel von Lerchenfeld wurde 1803 Rat in der Landesdirektion der baierischen Provinz Schwaben in Ulm, zwei Jahre später erfolgte seine Ernennung zum Direktor der staatsrechtlichen Abteilung und ihm wurde die Regelung der Grenzverhältnisse mit dem Königreich Württemberg übertragen, worauf er sich von 1807 bis 1808 in Stuttgart aufhielt, dort lernte er den Präsidenten der württembergischen Oberfinanzkammer, Karl August von Wangenheim, kennen, der seine spätere politische Richtung beeinflusste.
Im Herbst 1808 erfolgte seine Ernennung zum Generalkommissar in Ansbach, 1809 in Nürnberg und 1810 in Innsbruck. Im Sommer 1814 übernahm er als Hofkommissar die Verwaltung des Großherzogtums Würzburg. Dort ordnete er das würzburgische Staatsschuldenwesen und verhinderte eine Verschmelzung desselben mit dem bayerischen Staatsschuldenwesen.
1817 trat Maximilian Emanuel von Lerchenfeld als Finanzminister in das, nach dem Sturz von Montgelas’, neugebildete Finanzministerium, dessen neue Aufgaben die Ausarbeitung der Verfassung, der Abschluss des Konkordats, die Schaffung einer neuen Verwaltungsorganisation und die Ordnung der unklaren Finanzverhältnisse, sein sollten. Obwohl es nach den Kriegen zu einer Verteuerung der Getreidepreise 1816 und 1817 kam, worauf das Land in einen Notstand geriet, und während die ständigen Territorialveränderungen die Finanzverhältnisse weiter verwirrten, konnte er den Grund zur Ordnung des Staatshaushaltes und besonders der Staatsschuldenwesens legen. Er gründete hierzu, unter der Leitung von Ignaz von Rudhart, ein eigenes Statistisches Büro, das von 1818 bis 1825 bestand. Er hatte auch einen wesentlichen Anteil an der Ausarbeitung der im Mai 1818 erlassenen Verfassung und wirkte dabei an deren liberalem Ausbau mit. Bei den Konkordatsverhandlungen trat er für die Rechte des Staates ein und erreichte, dass das „Edict über die äußern Rechtsverhältnisse der Einwohner des Königreichs Bayern, in Beziehung auf Religion und kirchliche Gesellschaften“ (Religionsedikt von 1818) als Beilage zur Verfassung und am 7. November 1818 eine „Königliche Erklärung, die II. Verfassungs-Beilage und deren Anhänge betreffend“, in der die bisher geübte Toleranz- und Paritätspolitik bestätigt wurde. Gleichzeitig wurde das Konkordat auch lediglich als einfaches Gesetz verkündet und dem Religionsedikt, das selbst Bestandteil der Verfassung war, als Anhang beigegeben, um die Priorität des Religionsediktes zu verdeutlichen.
In den folgenden Jahren war die Verfassung mehrfach gefährdet, weil Klemens Wenzel Lothar von Metternich versuchte, die süddeutschen repräsentativen Verfassungen zu beschränken und nach Möglichkeit wieder zu beseitigen, da er sein konservatives System bedroht sah. Im bayerischen Ministerium bildeten sich daraufhin zwei Parteien, von denen die Eine die Selbständigkeit des Staats und der Verfassung verteidigte, zu dieser gehörten Maximilian Emanuel von Lerchenfeld, Fürst Carl Philipp von Wrede sowie der Generaldirektor und spätere Minister Georg Friedrich von Zentner. Graf Aloys von Rechberg führte die andere Seite, die aristokratisch-klerikale Partei, die glaubte, nur bei Klemens Wenzel Lothar von Metternich Schutz gegen die Gefahren der Revolution finden zu können. Maximilian Emanuel von Lerchenfeld konnte gegen Graf Aloys von Rechberg, mit Hilfe des Kronprinzen, durchsetzen, dass die Karlsbader Beschlüsse v. 20. September 1819 in Bayern nur mit einem Vorbehalt publiziert wurden, die ihre Wirkung illusorisch machte. Der Partei von Maximilian Emanuel von Lerchenfeld darf es vermutlich zugeschrieben werden, dass statt Graf Aloys von Rechberg der Generaldirektor Georg Friedrich von Zentner als Vertreter Bayerns zur Wiener Ministerkonferenz entsandt wurde, mit dem er in ständigem Kontakt blieb; durch die Wiener Schlussakte konnte dann die dringendste Gefahr für die repräsentativen Verfassungen abgewendet werden. Allerdings gelang es Klemens Wenzel Lothar von Metternich im Laufe der Zeit seine Macht auszubauen und den bayerischen König auf seine Seite zu ziehen, so dass selbst die Stellung von Fürst Carl Philipp von Wrede gefährdet war und Maximilian Emanuel von Lerchenfeld, nach einem Besuch Metternichs in München im Januar 1823, politisch keinen Einfluss mehr hatte und nur noch auf die Verwaltung seines Departments beschränkt war. Nach dem Tod von König Maximilian I. Joseph 1825 wurde Maximilian Emanuel von Lerchenfeld, der bis dahin ein besonderes Vertrauensverhältnis zum Kronprinzen gepflegt hatte, aus dem Ministerium entlassen und Joseph von Armansperg zu seinem Nachfolger berufen. Er selbst wurde als Bundestagsgesandter in Frankfurt am Main ernannt und blieb dort bis 1833. Im Mai 1833 erhielt er noch einmal die Führung des Finanzministeriums und es gelang ihm, das Gesetz über die permanente Zivilliste des Königs sowie die Bewilligung der Gelder für den Bau der Landesfestung Ingolstadt bei den Ständen durchzusetzen.
Am 31. Dezember 1834 trat er dann wieder aus dem Ministerium aus und wurde Gesandter in Wien. Das Angebot, als Ministerpräsident in griechische Dienste zu treten, lehnte er ab, konnte für die Besetzung dieser Stelle jedoch Ignaz von Rudhart vorschlagen. 1842 wurde er auf eigenen Wunsch wieder nach Frankfurt an den Bundestag versetzt.
Maximilian Emanuel Lerchenfeld heiratete am 14. August 1805 in Mindelheim Luise Regine Sibylle Rosina (* 10. März 1787 in Ulm; † 27. Februar 1834 in München), eine Tochter des Ulmer Kaufmanns Friedrich Karl von Hailbronner (1724–1779). Ihre Kinder waren:
- Gustav von Lerchenfeld (* 30. Mai 1806 in Ulm; † 10. Oktober 1866 in Berchtesgaden) war königlicher Staatsrat und Gutsbesitzer von Heinersreuth;
- Ludwig von Lerchenfeld (* 13. Februar 1810 in Nürnberg; † 10. März 1848 in Frankenthal), Kammerjunker; seine Urenkelin Nina Schenk Gräfin von Stauffenberg war die Ehefrau von Claus Schenk Graf von Stauffenberg.[6]

Er starb am 14. Oktober 1843 auf seinem Gut in Heinersreuth.

## Werke
- Brief an Gotthilf Heinrich von Schubert vom 2. Februar 1811. Innsbruck 1811.
- Brief an Gotthilf Heinrich von Schubert vom 1. September 1811. Würzburg 1811.
- Brief an Gotthilf Heinrich von Schubert vom 23. Dezember 1811; mit zwei Siegelhälften und Poststempel. Innsbruck 1811.
- Brief an Gotthilf Heinrich von Schubert vom 30. August 1815. Würzburg 1815
- Rede des Königlich baierischen Hofcommissärs Freyherrn von Lerchenfeld bey der Vorstellung des Königlichen Hofgerichts-Präsidenten von Seuffert, gehalten zu Würzburg am 18. April 1816.
- Brief an Gotthilf Heinrich von Schubert vom 10. März 1820. München 1820.
- Brief an Gotthilf Heinrich von Schubert vom 14. Januar 1830. Frankfurt 1830.
- Brief an Gotthilf Heinrich von Schubert vom 13. Mai 1839. Wien 1839.
- Aus den Papieren des k.b. Staatsministers Maximilian Freiherrn von Lerchenfeld herausg. von Max Freiherrn von Lerchenfeld. Nördlingen, 1887.